# Celia Groothedde
Celia Groothedde alias Celia Ledoux, née à Anderlecht le 26 septembre 1977, est une politicienne bruxelloise néerlandophone pour Groen.
Avant 2019, elle était active en tant que chroniqueuse (sur l'émancipation et le féminisme ), a écrit deux livres sur la grossesse et la parentalité, un roman, des nouvelles, des monologues, des textes de scène, a donné des conférences et a agi en tant que modératrice dans des débats.

## Biographie
Groothedde a grandi dans la périphérie bruxelloise. Elle a étudié la linguistique appliquée au Vlekho, complétée par un master en relations internationales de l'Université catholique de Louvain. Elle a commencé à travailler comme rédactrice et traductrice et depuis 2007 elle écrit des articles pour De Morgen, Humo, deredactie.be, le magazine du mouvement des femmes Femma, Bruzz et Charlie Magazine sous le pseudonyme de Celia Ledoux.
En 2008, Groothedde a quitté le quartier anversois de Zurenborg pour vivre dans la commune bruxelloise de Woluwe-Saint-Lambert. En 2011, elle a publié chez l'éditeur Vrijdag Mama sur la grossesse, l'accouchement et la période post-partum. 
Début 2016, elle a quitté la capitale à cause de la pollution de l'air, mais est revenue d'un village flamand au bout de trois mois. En avril 2016, elle a publié un livre avec 150 conseils pour passer une bonne période périnatale avec des illustrations d'Anki Posthumus. 
En 2016, Groothedde a travaillé comme assistante parlementaire au Parlement flamand, en 2017, elle a travaillé pendant plusieurs mois comme assistante de cabinet pour la ville de Bruxelles et de 2017 à 2018, elle a été porte-parole du réseau d'enseignement GO! de la Communauté flamande. Lors des élections flamandes du 26 mai 2019, Groothedde a été élue au Parlement flamand à la deuxième place sur la liste des verts néerlandophones de Bruxelles avec 3031 votes de préférence. Elle est y membre permanente de la commission du bien-être, de la santé publique, de la famille et de la réduction de la pauvreté, de celles de l'administration interne, de l'égalité des chances et de l'intégration et de la commission de lutte contre la radicalisation violente. Elle est membre suppléante des commissions de la politique générale, des finances, du budget et de la justice et de la commission des règlements et de la coopération . En novembre 2020, elle a également été désignée par son parti pour siéger au Sénat.
En Juin 2024, elle est élue au Parlement de la région de Bruxelles-Capitale (en néerlandais : Brussels Hoofdstedelijk Parlement), l'assemblée législative de la région de Bruxelles-Capitale, au sein du groupe linguistique néerlandophone. Elle est donc également une des 17 parlementaires néerlandophones qui forment le Conseil de la Commission communautaire flamande (en néerlandais :  Vlaamse Gemeenschapscommissie, VGC).

## Publications
- 2011 : Mama
- 2015 : Wild Vlees
- 2016 : Slaap je al door?